# Elephant Flats
Elephant Flats är en platå i Antarktis. Den ligger i Sydorkneyöarna. Argentina och Storbritannien gör anspråk på området. Elephant Flats ligger på ön Signy. Den ligger vid sjön Pumphouse Lake.